# Militärische Funkstation Lacaune
Die militärische Funkstation Lacaune ist eine Funkstation der französischen Armee auf dem Berg Montalet, in der französischen Gemeinde Lacaune im Département Tarn. Sie wird für die militärische Kommunikation mit Richtfunk genutzt.
Die Station ist der Base aérienne 125 Istres – Le Tubé unterstellt. Sie ist eine der vier Richtfunkstationen entlang der französischen Nord-Süd-Achse, die in ständiger Kommunikation zueinander stehen. Die anderen drei sind die militärische Funkstation Pierre-sur-Haute, die militärische Funkstation Henrichemont und der Militärflugplatz Brétigny-sur-Orge. Die Station wird vor allem für Funkverkehr auf teilstreitkräfte-übergreifender Ebene verwendet.
Die Station war Teil der Commandement Air des Systèmes de Surveillance d’Information et de Communications (CASSIC) seit deren Inbetriebnahme am 1. Januar 1994. Ab dem 1. Januar 2006 wurde die Station der Direction interarmées des réseaux d’infrastructure et des systèmes d’information (DIRISI) unterstellt.
Etwa 20 Mitarbeiter sind vor Ort. Die Station wird von einem Major geleitet. Dieser Dienstgrad in der französischen Armee entspricht dem eines deutschen Oberstabsfeldwebels (NATO-Rangcode OR-9).